# Туррільяс
Туррільяс (ісп. Turrillas) — муніципалітет в Іспанії, у складі автономної спільноти Андалусія, у провінції Альмерія. Населення — 258 особи (2021).
Муніципалітет розташований на відстані близько 400 км на південь від Мадрида, 27 км на північний схід від Альмерії.
На території муніципалітету розташовані такі населені пункти: (дані про населення за 2010 рік)
- Лос-Енкальмадос: 24 особи
- Лос-Пічирічес: 25 осіб
- Лос-Ретакос: 8 осіб
- Туррільяс: 168 осіб
- Ла-Вега: 8 осіб

## Демографія
Динаміка населення (INE ):